# 李兆基家族
李兆基家族（英語：Lee Shau Kee's Family）， 指的是人称“四叔”的香港商人李兆基的家族， 香港富豪排行榜第二名。

## 家族成員
- 李介甫 = 陳鸞鳳
  - 李兆麟 = 佘少鴻
    - 李應樵

  - 李兆基 = 劉惠娟（已離婚）
    - 李佩雯 = 李寧[1]
      - 李敬恩 = 林世愉
      - 李敬儀 = 郭兆聰
        - 郭栩宏
        - 郭栩晴

      - 李瀅 = 程銳
      - 李健中 = 吳靜美

    - 李佩玲 = 鄭啟文
    - 李家傑[1]
      - 李智信
      - 李智仁
      - 李智勇

    - 李佩儀
    - 李家誠[1]= 徐子淇
      - 李晞彤
      - 李晞兒
      - 李俊熹
      - 李建熹

  - 李兆楠（創立恒德貿易）= 陳桂芳
  - 李兆龍（創立澳洲投资银行SSI）
  - 李達民[1]= 蕭錦賢
  - 李煥珍 = 楊文森
  - 李煥琼 = 馮炳祥[1]
  - 李煥瑤 = 關乃雄